# Dojč
Dojč es un municipio del distrito de Senica en la región de Trnava, Eslovaquia, con una población estimada a final del año 2024 de 1380 habitantes.
Se encuentra ubicado al norte de la región, en los pequeños Cárpatos y cerca del río Váh (cuenca hidrográfica del Danubio) y de la frontera con la República Checa.

## Demografía
| Año        | 1994 | 2004    | 2014    | 2024     |
| ---------- | ---- | ------- | ------- | -------- |
| Población  | 1157 | 1241    | 1249    | 1380     |
| Diferencia |      | +7,26 % | +0,64 % | +10,48 % |

| Año        | 2023 | 2024    |
| ---------- | ---- | ------- |
| Población  | 1363 | 1380    |
| Diferencia |      | +1,24 % |